# 中堀純希
中堀 純希（なかほり じゅんき、1994年8月26日 - ）は、日本のバスケットボール指導者。福井ブローウィンズ所属。福井県福井市出身。

## 来歴
日之出小学校でバスケットボールを始める。進明中学校、福井商業高校を経て、愛知学泉大学に進学。大学1年、2年、4年時にインカレに出場。卒業後、シーホース三河のアシスタントコーチに就任。
2023年に福井ブローウィンズのアシスタントコーチ兼スキルコーチに就任。